# Lincoln Zephyr (Chine)
Pour la Lincoln Zephyr de 2006, voir Lincoln MKZ.
Pour la Lincoln Zephyr de 1936-1942, voir Lincoln-Zephyr.
La Lincoln Zephyr est une berline familiale routière de luxe chinoise qui sera produite à partir de 2022 par Changan Ford, une coentreprise entre le constructeur automobile chinois Changan Automobile et le constructeur automobile américain Ford, et vendue par la Lincoln Motor Company, une filiale de la Ford Motor Company.

## Aperçu
Le 21 avril, au Salon de l'automobile de Shanghai 2021, Lincoln a dévoilé la Zephyr Reflection Concept, qui prévoyait un futur véhicule construit en Chine et conçu pour remplacer à la fois la Lincoln MKZ abandonnée et la Lincoln Continental, ces deux modèles nord-américains étaient auparavant importés sur le marché chinois. La Lincoln Zephyr de production chinoise a été dévoilée le 19 novembre 2021 au Salon de l'automobile de Guangzhou,,.

## Caractéristiques
La Lincoln Zephyr chinoise sera propulsée par le moteur CAF488WQC à turbocompresseur de 2,0 L de Changan Ford, d'une puissance de 238 ch (175 kW) et avec 376 N m de couple, donnant à la voiture une vitesse de pointe de 225 km/h. La Zephyr utilise une transmission automatique à 8 vitesses et elle est à traction avant,.